# آس‌بادهای خوانشرف
آسبادهای خوانشرفیا آسیاب بادی خوانشرف مربوط به دوره قاجار است و در شهرستان نهبندان، روستای خوانشرف واقع شده و این اثر در تاریخ ۲۵ اسفند ۱۳۷۹ با شمارهٔ ثبت ۳۶۸۸ به‌عنوان یکی از آثار ملی ایران به ثبت رسیده است.